# Munajsji
Munajsji (ryska: Мунайши) är en ort i Kazakstan. Den ligger i oblystet Mangghystau, i den västra delen av landet, 1 700 km sydväst om huvudstaden Astana. Munajsji ligger 129 meter över havet och antalet invånare är 4 085.
Terrängen runt Munajsji är platt.  Trakten runt Munajsji är nära nog obefolkad, med mindre än två invånare per kvadratkilometer. Närmaste större samhälle är Zjetybaj, 11,7 km norr om Munajsji. Trakten runt Munajsji är ofruktbar med lite eller ingen växtlighet.